# César Simón Bolívar Arteaga
Cesar Simón Bolívar Arteaga, (Jauja, ) es un compositor y jurista peruano.
Son sus padres Juan Bolívar Crespo, conocidos como el “Zorzal Jaujino” y Flora Arteaga Contreras, cursó el primer y segundo grado de instrucción en la Escuela de San Lucas del distrito de Yauyos y prosigue sus estudios primarios, secundarios y superiores en Lima. Se recibe como abogado en la Universidad Nacional Mayor de San Marcos en 1979.
Como abogado trabajó en el Poder Judicial - tanto en la Corte Superior de Lima y Corte Suprema de Justicia - por más de 20 años consecutivos. 
Como compositor, creó canciones que fueron interpretadas por Amanda Portales, Irene del Centro, El Dúo Mixto Huancayo y otros artistas. Es socio de APDAYC.